# Donjon de Mortemer
Le donjon de Mortemer est un vestige médiéval situé à Mortemer, en France.

## Localisation
Les vestiges sont situés dans le département français de la Seine-Maritime, sur la commune de Mortemer, en amont de l'Eaulne, emplacement stratégique pour la défense du duché de Normandie.

## Historique
L'édifice est daté du XIIe siècle et sa construction est « attribuée » au demi-frère d'Henri II. 
L'édifice est inscrit au titre des monuments historiques le 1er octobre 1941.

## Description
Le donjon est situé sur une motte large de 30 m sur 15 m de profondeur. 
L'édifice, de plan circulaire, possédait des contreforts. 